# 伍茲
伍茲（Woods）可以指：

## 人物
- 瑞安·伍茲（英語：Ryan Michael Woods，1993年12月13日－），英国足球运动员。
- 塔琳·伍兹（英語：Taryn Woods，1975年8月12日－），澳大利亚前女子水球运动员。
- 詹姆士·霍華·伍茲（英語：James Howard Woods，1947年4月18日－），美国艺人。
- 卡拉姆·伍兹（英語：Calum Woods；1987年2月5日－），位英格蘭足球運動員。
- 乔治·D·伍兹（英語：George David Woods，1901年－1982年），美国银行家。
- 托马斯·伍兹（英語：Thomas E. Woods, Jr.，1972年8月1日－），位美国历史学家。
- 艾伦·伍兹（英語：Alan Woods，1944年10月23日－），是英国托派政治理论家和作者。
- 利昂娜·伍兹（英語：Leona Woods，1919年8月9日－1986年11月10日），美国物理学家。
- 老虎伍茲（英語：Eldrick "Tiger" Woods，1975年12月30日－），美国高尔夫球手。
- 艾琳·伍茲（英語：Jacqueline Ruth "Ilene" Woods，1929年5月5日－2010年7月1日），美国歌手和演员。

|  | 本页或本分段罗列了姓氏为「伍茲」的人物。 如果是一个指代特定个人的内链将您引导到本页，請考慮修正該人物的名字以將链接指向正確的條目。 |